# 중도절단
중도절단(censoring)은 통계학, 공학, 경제학, 의학 등에서 사용되며, 데이터의 측정값이나 관찰치가 부분적으로만 알려진 상태를 뜻한다.

## 종류
- Left censoring - 데이터가 특정한 값보다 아래에 있으나, 정확히 어떤 값인지는 알 수 없는 상태.
- Interval censoring - 데이터가 특정한 구간 내에 있는 상태.
- Right censoring - 데이터가 특정한 값보다 위에 있으나, 정확히 어떤 값인지는 알 수 없는 상태.

## 같이 보기
- 데이터 분석
- 대치법 (통계학)
- 생존분석